# ブバカル・サノゴ
ブバカル・サノゴ （Boubacar Sanogo, 1982年12月17日 - ）はコートジボワール出身の元同国代表サッカー選手である。現役時代のポジションはFWで、主にセンターフォワード。

## 経歴
2007年夏にヴェルダー・ブレーメンに移籍し、2007-08シーズンは21試合で9得点した。2008-09シーズンは新加入のクラウディオ・ピサーロなどにポジションを奪われ、途中出場がほとんどだった。2009年1月、エースのヴェダド・イビシェヴィッチが故障離脱したTSG1899ホッフェンハイムにレンタル移籍したが、14試合出場1得点に終わった。2009年8月、3年契約でASサンテティエンヌへ移籍。

## 所属クラブ
- エスペランス　1999-2002
- アル・アインFC　2002-2005
- 1.FCカイザースラウテルン　2005-2006
- ハンブルガーSV　2006-2007
- ヴェルダー・ブレーメン　2007-2009

→ TSG1899ホッフェンハイム（レンタル移籍） 2009.1-2009.5
- ASサンテティエンヌ 2009-2012
- エネルギー・コットブス 2012-2014
- アル＝フジャイラSC 2014-2015
- ノースイースト・ユナイテッドFC 2015
- アル＝ウルーバ 2015-2016
- マドゥーラ・ユナイテッドFC 2017
- VSGアルトグリーニッケ 2017-2018

## 代表歴
- 2006年8月16日 - A代表初出場 - セネガル戦
- 2008年1月29日 - A代表初得点 - マリ戦
  - 2008年 アフリカネイションズカップ・ガーナ大会（4位）